# Drosophila tristis
Drosophila tristis este o specie de muște din genul Drosophila, familia Drosophilidae, descrisă de Fallen în anul 1823. Conform Catalogue of Life specia Drosophila tristis nu are subspecii cunoscute.